# Acilia Sud

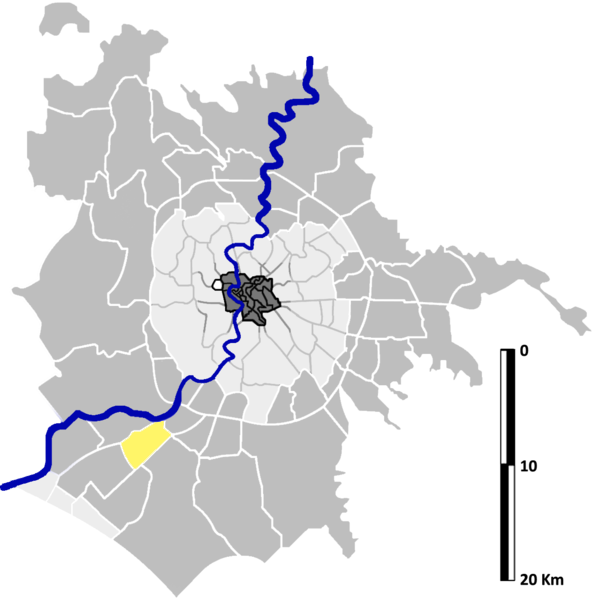
Lage von Acilia Sud in Rom

Acilia Sud bezeichnet die 33. Zone, abgekürzt als Z.XXXIII, der italienischen Hauptstadt Rom. Im Gegensatz zu den Rioni, Quartieri und Suburbi sind es die ländlicheren Gebiete von Rom. Sie gehört zum Municipio X und zählt 41.761 Einwohner (2016). Sie befindet sich im Südwesten der Stadt außerhalb der römischen Ringautobahn A90 und hat eine Fläche von 10,6706 km². Sie liegt südlich des Tibers.

## Geschichte
Acilia Sud wurde am 13. September 1961 durch Beschluss des Commissario Straordinario gegründet. Damals wurde der Ager Romanus in 59 Zonen geteilt, denen eine römische Zahl zugeteilt wurde und ein Z vorgestellt wurde. Davon wurden sechs an die neugegründete Gemeinde Fiumicino komplett ausgegliedert und drei weitere teilweise.

## Sehenswürdigkeiten
- San Leonardo da Porto Maurizio ad Acilia
- San Giorio Martire
- San Pier Damiani
- Santa Melania juniore
- San Pio da Pietrelcina